# OU812
OU812 — восьмий студійний альбом американської групи Van Halen, який був випущений 24 травня 1988 року.

## Композиції
1. Mine All Mine - 5:11
2. When It's Love - 5:36
3. A.F.U. (Naturally Wired) - 4:28
4. Cabo Wabo - 7:04
5. Source of Infection - 3:58
6. Feels So Good - 4:27
7. Finish What Ya Started - 4:20
8. Black and Blue - 5:24
9. Sucker in a 3 Piece - 5:52
10. A Apolitical Blues - 3:50